# Indalécio
Indalécio (em latim: Indaletius) foi um romano antigo do século I que tornar-se-ia o primeiro bispo em Urcos, no sul da Hispânia. Diz-se que evangelizou a cidade, bem como foi martirizado ali. A sua existência foi ignorada no Martirológio Romano, mas no martirológio moçárabe é venerado como padroeiro de Almeria e sua festa litúrgica ocorre no dia 15 de maio.
Em 1084, emissários de Sancho I de Aragão (r. 1063–1094) transladaram suas relíquias para o Mosteiro de San Juan de la Peña perto de Jaca contra a vontade das comunidades cristãs em Sevilha e Urcos. Em 1309, quando se preparava para cercar Almeria, então sob posse do Reino Nacérida, Jaime II de Aragão (r. 1291–1327) trouxe consigo uma relíquia de Indalécio.